# Šestinski kišobran
Šestinski kišobran je tradicijski kišobran, koji je dio šestinske narodne nošnje i prepoznatljiv je suvenir grada Zagreba.

## Opis
Dobio je oznaku „Izvorno hrvatsko” Hrvatske gospodarske komore. Ručka kišobrana je drvena, a žice metalne. Šestinski kišobran sastavni je dio nošnje, koja se nosila do 1960-ih godina 20. stoljeća, a od tada polako nestaje iz svakodnevnog života. Šestinska nošnja se danas uglavnom nosi na raznim priredbama i svečanostima, a najviše u folklorne svrhe. Šestine, odakle kišobran potječe su dio podsljemenske zone i zagrebačkoga Prigorja.
Šestinski kišobrani nalaze se na glavnoj zagrebačkoj tržnici Dolac te služe i kao suncobrani.